# Giro del Veneto 1966
Il Giro del Veneto 1966, trentanovesima edizione della corsa, si svolse il 24 settembre 1966 su un percorso di 262 km. La vittoria fu appannaggio dell'italiano Michele Dancelli, che completò il percorso in 7h02'00", precedendo i connazionali Flaviano Vicentini e Adriano Passuello.

## Ordine d'arrivo (Top 10)
| Pos. | Corridore          | Squadra           | Tempo    |
| ---- | ------------------ | ----------------- | -------- |
| 1    | Michele Dancelli   | Molteni           | 7h02'00" |
| 2    | Flaviano Vicentini | Legnano-Pirelli   | s.t.     |
| 3    | Adriano Passuello  | Legnano-Pirelli   | s.t.     |
| 4    | Franco Bodrero     | Legnano-Pirelli   | s.t.     |
| 5    | Bruno Mealli       | Bianchi-Mobylette | a 1'00"  |
| 6    | Italo Zilioli      | Sanson            | s.t.     |
| 7    | Marino Basso       | Mainetti          | s.t.     |
| 8    | Franco Balmamion   | Sanson            | s.t.     |
| 9    | Roberto Poggiali   | Bianchi-Mobylette | s.t.     |
| 10   | Guido De Rosso     | Molteni           | a 2'50"  |